# Монтеро, Роса
Роса Монтеро Гайо (исп. Rosa María Montero Gayo; род. 3 января 1951, Мадрид, Испания) — испанская писательница и журналистка.

## Биография
Роса Монтеро родилась в Мадриде в семье бандерильеро и домохозяйки. В 1969 году она начала учебу в Школе журналистики Мадридского университета. С 1969 года по 1972 год Роса Монтеро отучилась на факультете психологии Мадридского университета Комплутенсе. С начала 70-х она начала сотрудничать с разными газетами и журналами, в том числе аргентинскими (как, например, Clarín), чилийскими (El Mercurio), немецкими, французскими (La Montagne) и английскими (The Guardian).
В 1979 году Роса Монтеро опубликовала свой первый роман - "Хроника ненависти" (исп. Crónica del desamor). С 1977 года Роса Монтеро начала работать в старейшей испанской газете Эль Паис (исп. El País), где с 1980 года по 1981 год она была главным редактором. За свои статьи и репортажи в 1980-м году  Роса Монтеро получила Национальную премию по журналистике.
Была приглашенным преподавателем в американских университетах. Читала курс по литературе и журналистике в Современной гуманитарной школе Мадрида и в Школе словесности Мадрида. Роса Монтеро участвовала в симпозиумах и конференциях в Европе, Америке, Азии и Африке.
Помимо художественной литературы и публицистики, Роса Монтеро пишет гиды по странам и городам, ее путеводитель по Аргентине для серии Media Naranja получил премию Мартина Фьерра.
В 1997-м за роман «Дочь каннибала» (исп. La hija del caníbal) Роса Монтеро получила премию «Примавера», одну из самых престижных литературных премий в испаноязычном мире. В 2004 году ее роман «La loca de la casa» (на русском языке роман не издавался) получил премию журнала «Qué leer» («Что читать») как лучший роман года. В 2005-м он же получил в Италии премию «Гринцане Кавур», присуждаемую за лучший иностранный роман, вышедший на итальянском языке.
Была замужем за журналистом Пабло Лискано, который умер 3 мая 2009 года в возрасте 58 лет после долгой болезни.

## Произведения

### Романы
- Crónica del desamor (1979) — «Хроника нелюбви»;
- La función Delta (1981) — «Функция Дельта»;
- Te trataré como a una reina (1983) «Будешь моей королевой»;
- Amado amo (1988) — «Любимый господин»;
- Temblor (1990) — «Землетрясение»;
- Bella y oscura (1993) — «Красивая и темная»;
- La hija del caníbal (1997) — «Дочь каннибала»;
- El corazón del tártaro (2001) — «Серце Тартара»
- La loca de la casa (2003) — «Плохое настроение поколения»;
- Historia del Rey Transparente (2005) — «История прозрачного короля»;
- Instrucciones para salvar el mundo (2008) — «Инструкции по спасению мира»;
- Lágrimas en la lluvia (2011) — «Слезы в дожде»;
- La ridícula idea de no volver a verte (2013) — «Нелепая идея о том, что я тебя больше не увижу»;
- El peso del corazón (2015) — «Тяжесть на сердце»;
- La carne (2016) — «Плоть»;

### Детская литература
- El nido de los sueños (1991) — «Гнездо снов»;
- Las barbaridades de Bárbara (1996) — «Дикости Барбары»;
- El viaje fantástico de Bárbara (1997) — «Невероятное путешествие Барбары»;
- Bárbara contra el doctor Colmillos (1998) — «Барбара против доктора Колмильоса».

### Биографии
- Amantes y enemigos. Cuentos de parejas (1998) — «Любовники и враги»;

### Периодика
- España para ti para siempre (1976) — «Испания для тебя навсегда»;
- Cinco años de país (1982) — «Пять лет страны»;
- La vida desnuda (1994) — «Оголенная жизнь»;
- Historias de mujeres (1995) — «Истории жен»;
- Entrevistas (1996) — «Интервью»;
- Pasiones (1999) — «Страсти»;
- Estampas bostonianas y otros viajes (2002) — «Бостонские заметки и другие путешествия»;
- Lo mejor de Rosa Montero (2005) — «Роса Монтеро. Лучшее»;
- El amor de mi vida (2011) — «Любовь всей моей жизни».